# Снежки (секс)

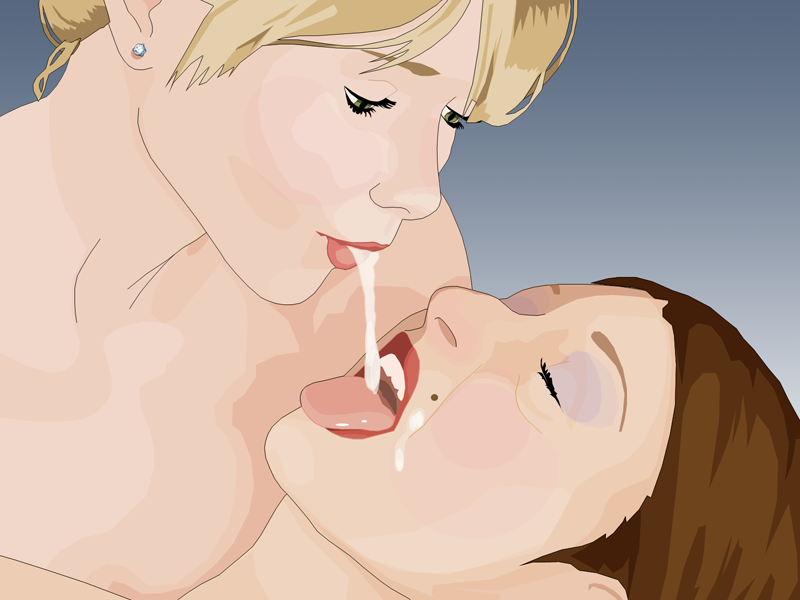
Гомосексуальные «снежки»

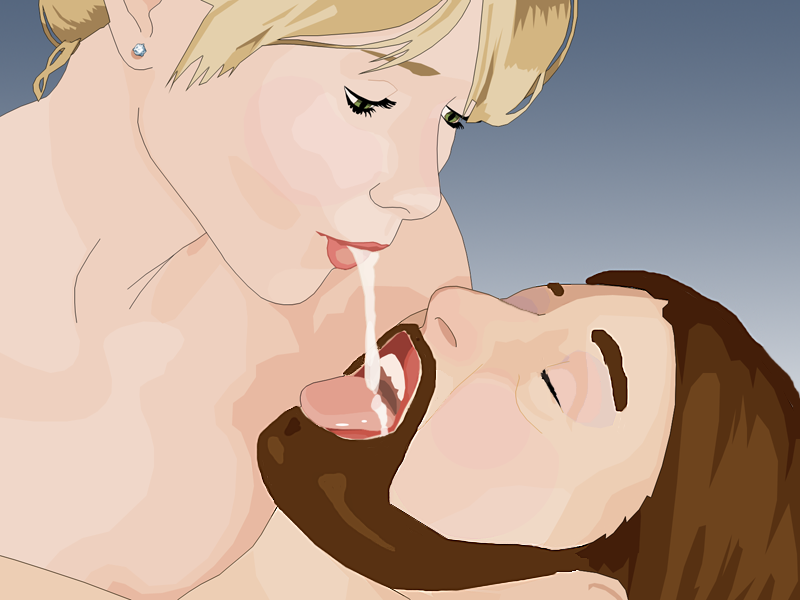
Гетеросексуальные «снежки»

Снежки, Игра в снежки — сексуальная практика, при которой мужчина эякулирует в рот партнёрше (партнёру), а та (тот) передаёт его сперму другой партнёрше (партнёру) или возвращает первому партнёру, чаще всего через поцелуй.

## История и распространённость
Изначально термин «снежки» использовался только гомосексуалами. Опрос более чем 1200 геев и мужчин-бисексуалов в Нью-Йорке в 2004 году показал, что 19,7 % из них «играли в снежки» хотя бы один раз. Название практике дал тот факт, что сперма во рту смешивается со слюной, и общий объём передаваемой дальше жидкости растёт как «снежный ком».
«Игра в снежки» встречается в порнофильмах. При этом чаще всего сперма изо рта не выплёвывается и не передаётся французским поцелуем, а женщина со спермой во рту нагибается над лицом второй партнёрши, они обе открывают свои рты и сперма тягуче переливается сверху вниз.
В кинематографе
- В фильме «Клерки» (1994) один из героев, Уиллэм Блэк, имеет прозвище Снежок именно за любовь к этой сексуальной практике.
- В фильме «Мачеха» (1998) героиня Джулии Робертс упоминает о «снежках», когда разговаривает со своей падчерицей об издевательствах. Дальше в фильме другая героиня искажает этот термин: Snow blowing вместо Snowballing.